# Corydalis stipulata
Corydalis stipulata är en vallmoväxtart som beskrevs av M. Lidén. Corydalis stipulata ingår i släktet nunneörter, och familjen vallmoväxter. Inga underarter finns listade i Catalogue of Life.